# Amata seminigra
Amata seminigra là một loài bướm đêm thuộc phân họ Arctiinae, họ Erebidae.